# USS Virginia (CGN-38)
USS Virginia (CGN-38) byl americký raketový křižník s jaderným pohonem, který byl roku 1976 uveden do služby. Jednalo se o vedoucí jednotku třídy Virginia.

## Stavba
Kýl lodi Virginia byl v srpnu 1972 založen v americké loděnici Newport News Shipbuilding. V prosinci 1974 byla loď spuštěna na vodu a dne 11. září 1976 byla Virginia slavnostně přijata do služby. Prvním velitelem lodi se stal George W. Davis.

## Galerie

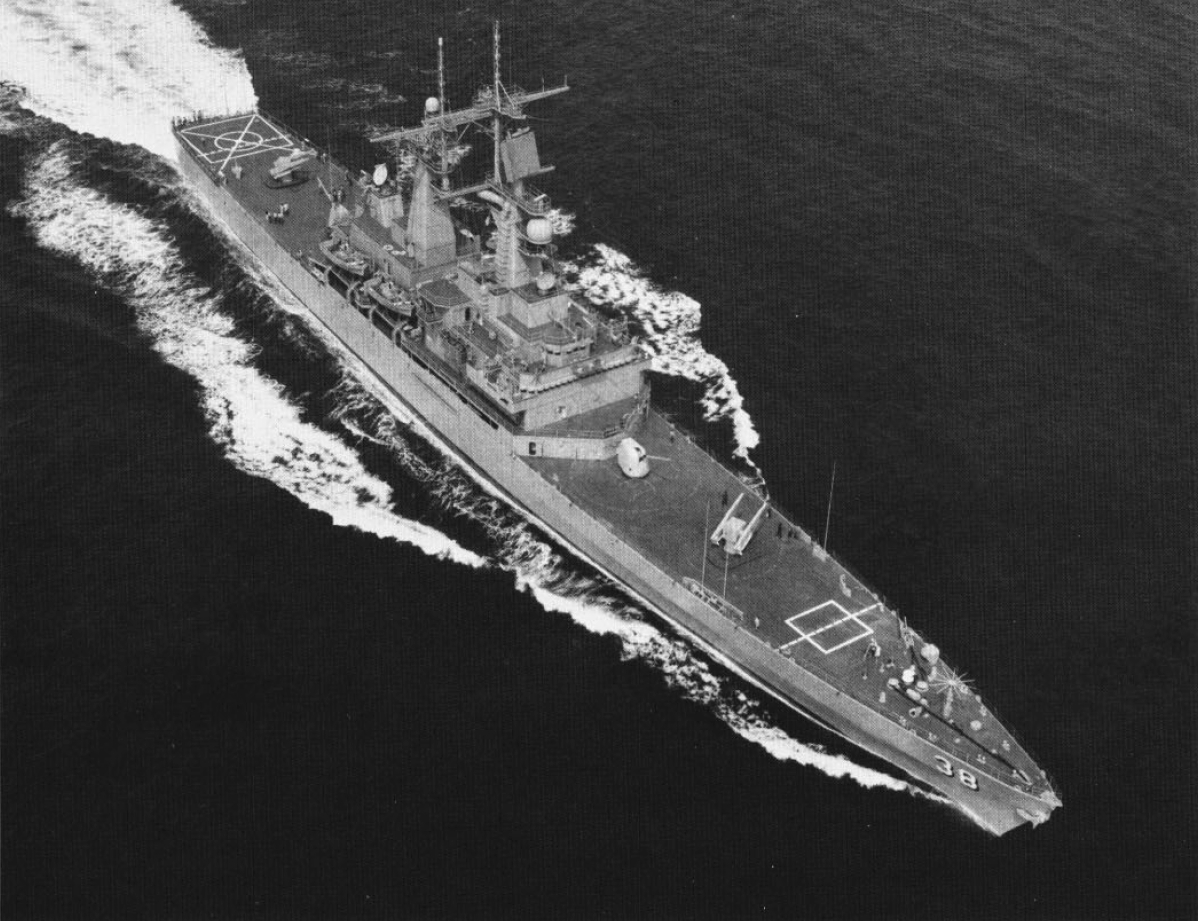
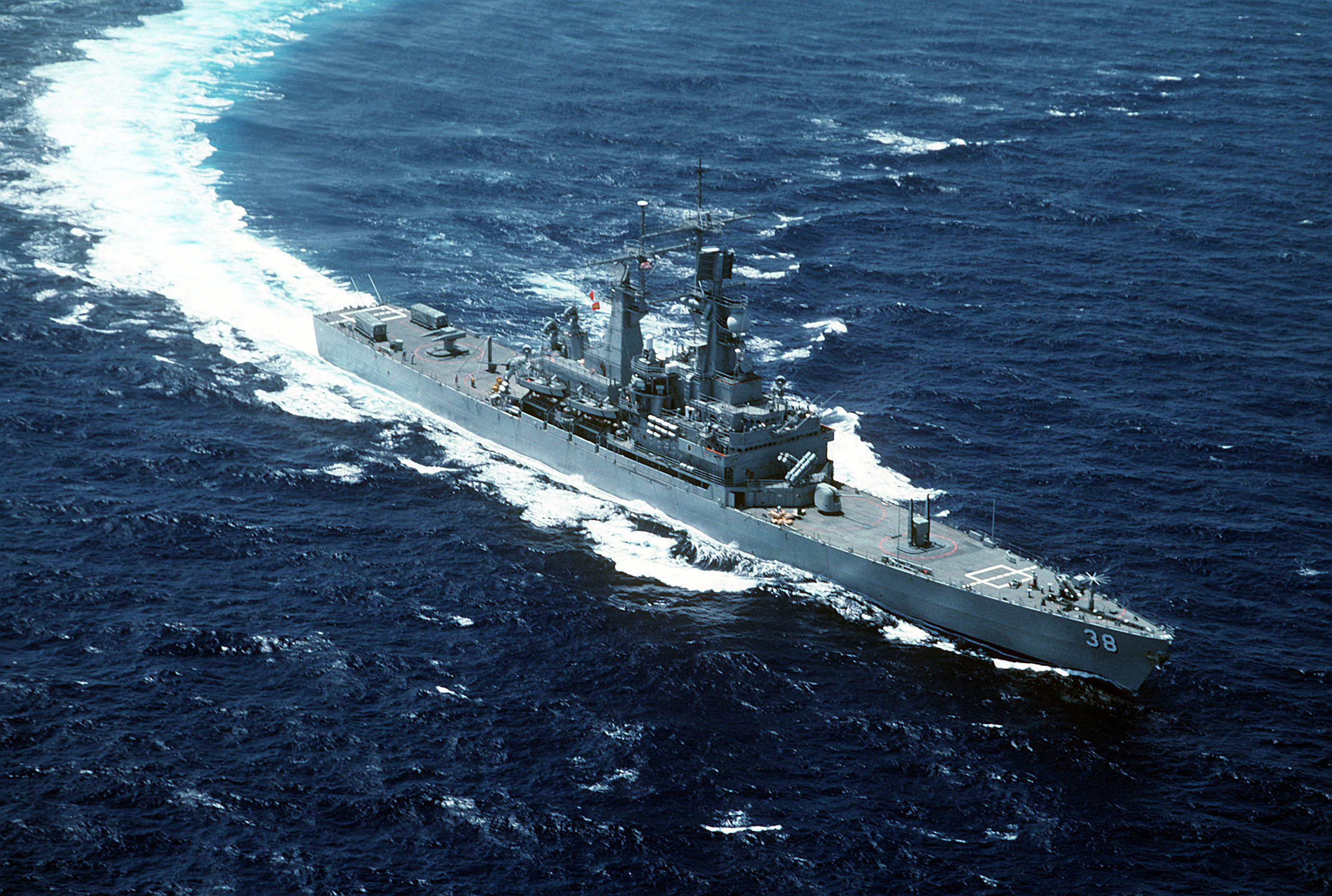
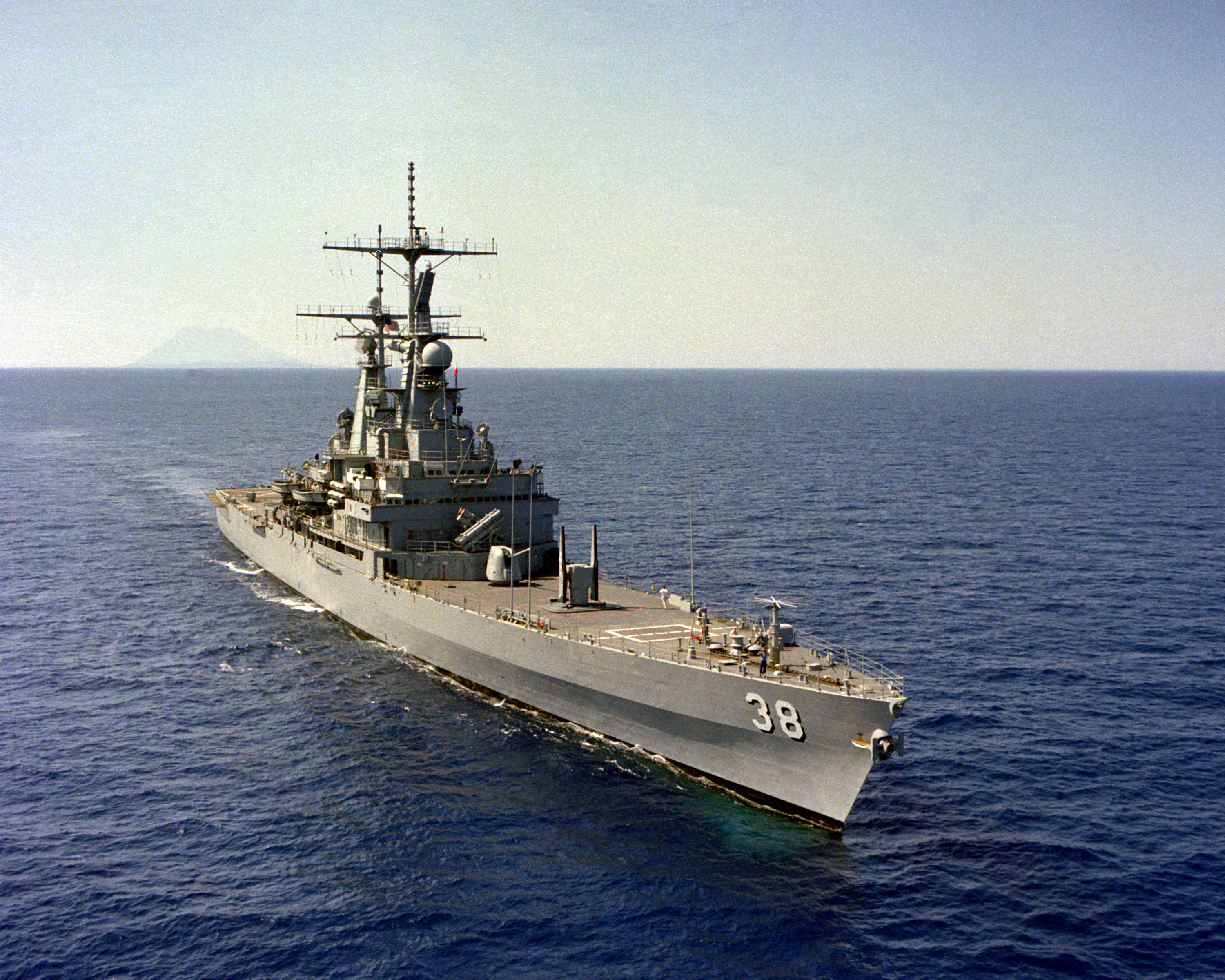
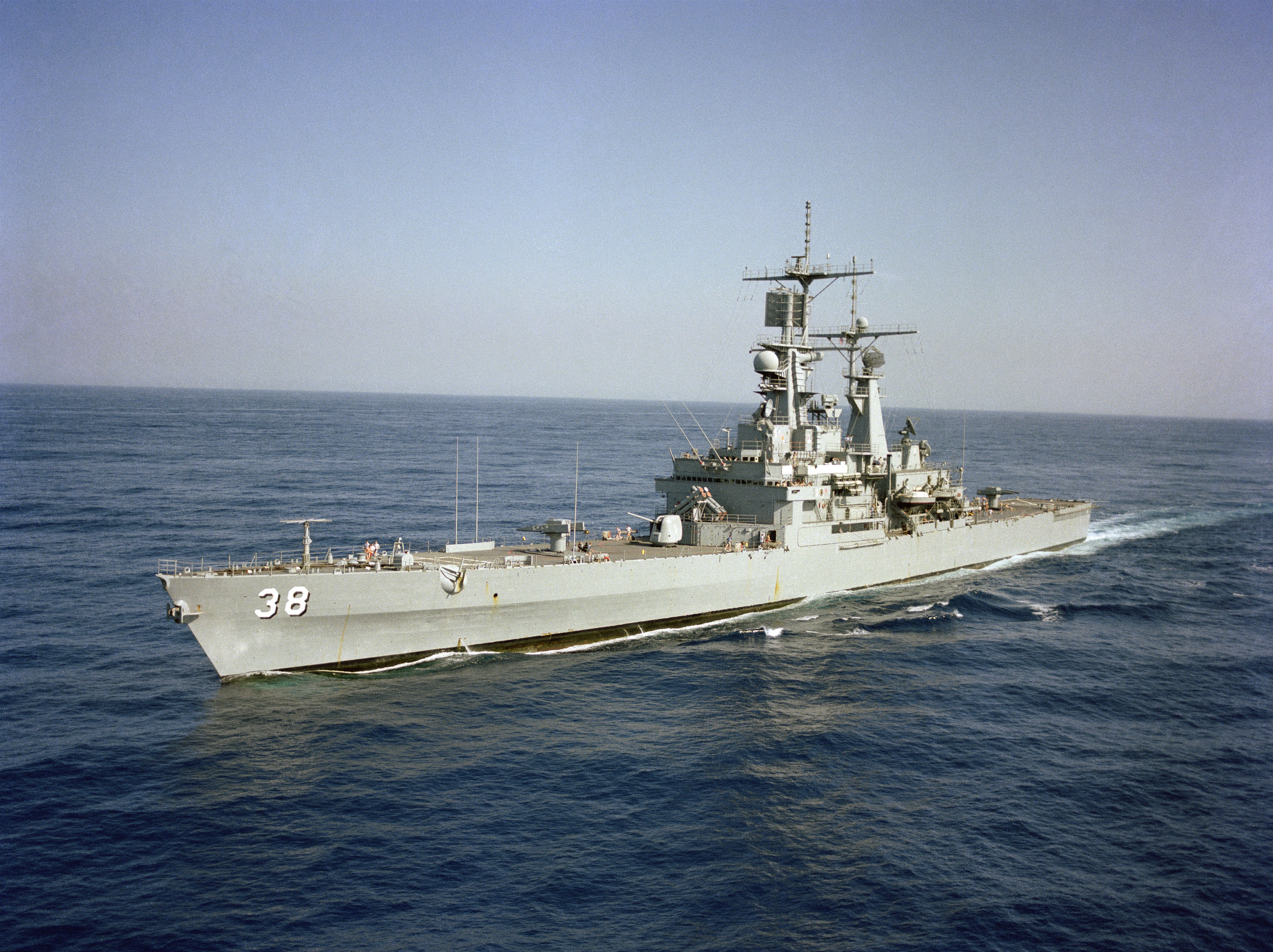
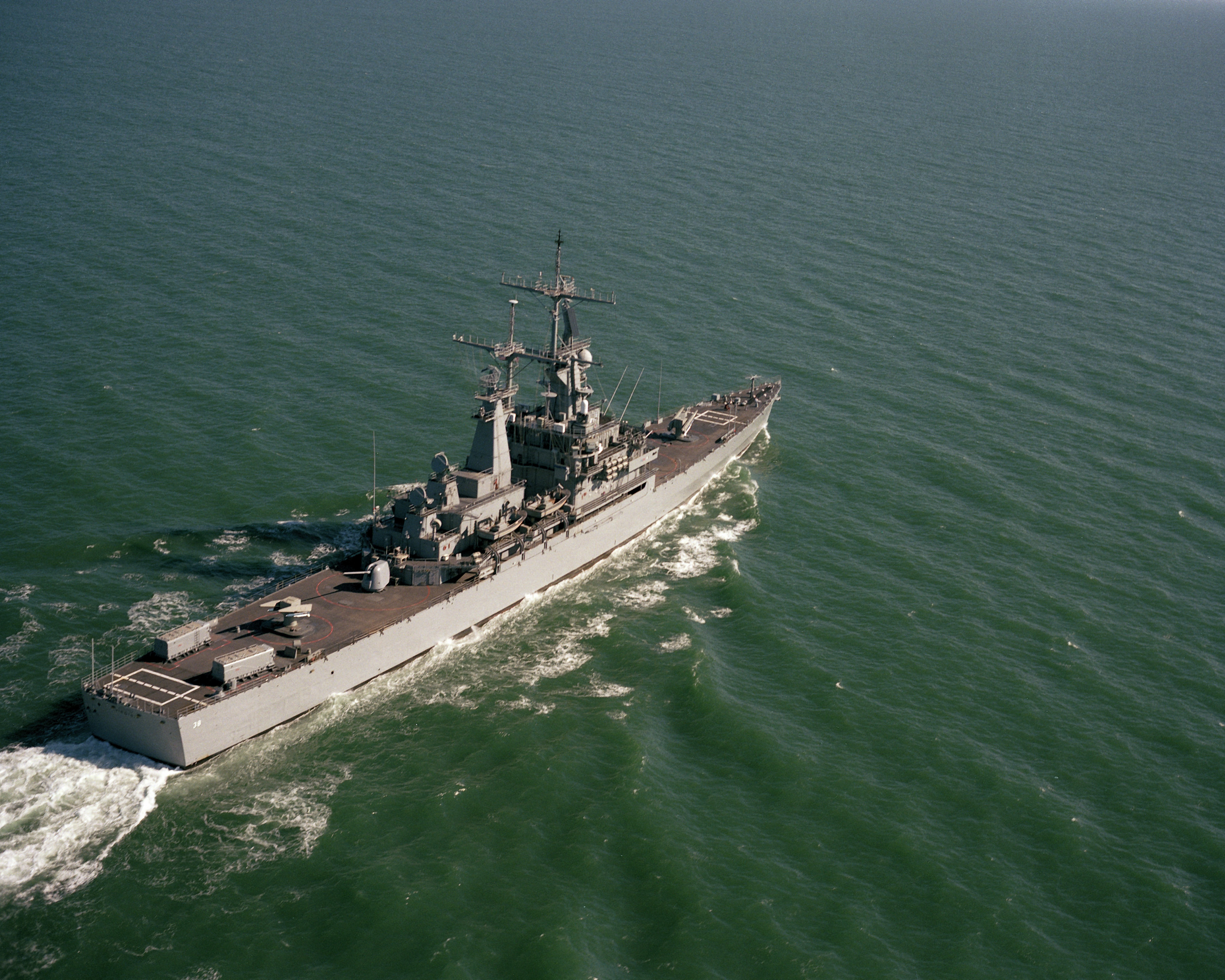
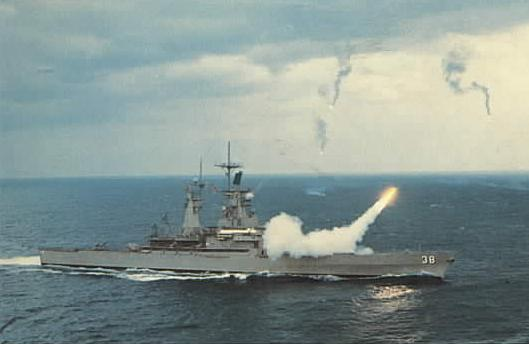
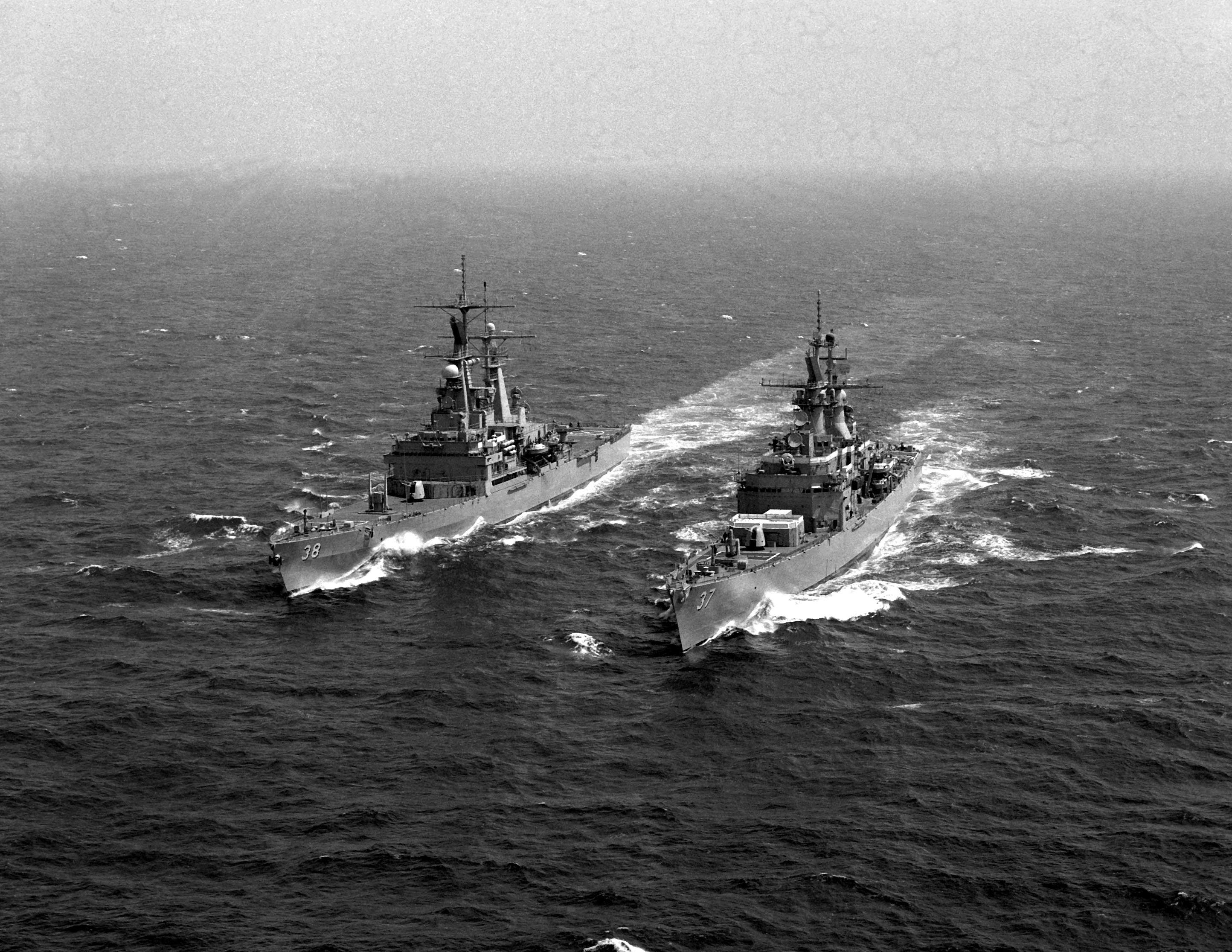